# Blassreiter
Blassreiter (jap. ブラスレイター, Burasureitā) ist eine Anime-Fernsehserie des Studios Gonzo von Autor Gen Urobuchi und Regisseur Ichiro Itano. Zur Serie erschien auch ein Manga und eine Light Novel. Das Werk ist in die Genres Science-Fiction, Action und Horror einzuordnen.

## Inhalt
In naher Zukunft bricht eine Epidemie aus, die Menschen in Dämonen verwandelt. Die greifen dann andere Menschen an und können sich mit Maschinen zu noch gefährlicheren Wesen vereinigen. Zur Verteidigung gegen diese Bedrohung wird das XAT, Xenogenesis Assault Team, als Sondereinheit der Polizei gebildet. Außerdem sollen sie die Ursache der Dämonen finden. Joseph Jobson ist der einzige, der bei seiner Verwandlung zum Dämon bei Verstand geblieben ist. Er macht sich auf eigene Faust auf, gegen die Dämonen zu kämpfen und die Menschheit zu verteidigen.

## Produktion und Veröffentlichung
Die 24-teilige Serie entstand nach einer Idee von Gen Urobuchi, das zusammen mit dem Spieleentwickler Nitro Plus weiterentwickelt und bei Studio Gonzo umgesetzt wurde. Regie führte Ichiro Itano, an den Drehbüchern waren außer Urobuchi und Itano auch Ai Ota und Yasuko Kobayashi. Inspiration für das Setting war unter anderem ein Besuch Itanos in Deutschland, wo die Serie teilweise spielt, zur Animagic 2005. Das Charakterdesign stammt von Niθ und Naoyuki Onda, künstlerischer Leiter war Hidenori Sano.
Die Erstausstrahlung fand vom 5. April bis zum 27. September 2008 bei TV Kanagawa statt. Mit einiger Verzögerung wurde die Serie auch von den Sendern AT-X, Chiba TV, Sun Television und Television Saitama gezeigt. Eine englisch untertitelte Fassung wurde von Animax Asia gezeigt sowie von diversen Onlineplattformen veröffentlicht. Bei Funimation Entertainment und Siren Visual erschien eine englische Synchronfassung.

### Synchronisation
| Rolle         | japanischer Sprecher (Seiyū) |
| ------------- | ---------------------------- |
| Joseph Jobson | Masaya Matsukaze             |
| Amanda Werner | Shizuka Itō                  |
| Hermann Salza | Kenta Miyake                 |
| Gerd Frentzen | Unshō Ishizuka               |
| Malek Werner  | Junko Minagawa               |

### Musik
Die Musik der Serie komponierte Norihiko Hibino. Die Vorspannlieder sind Detarame na Zanzō (デタラメな残像) Granrodeo und unripe hero von Minami Kuribayashi. Die Abspanntitel sind:
- sad rain von Aki Misato
- Separating moment von Aki Misato
- A Wish For The Star von Kanako Itō
- sweet lies von Kanako Itō

Außerdem findet während einer Folge das Lied DD von Kanako Itō Verwendung.

## Adaptionen
Noch vor Veröffentlichung der Serie erschien eine Umsetzung des Konzepts von Gen Urobuchi als Mangaserie, geschrieben von Noboru Kimura und gezeichnet von Shū Hirose. Die Kapitel erschienen zunächst einzeln im Magazin Champion Red des Verlags Akita Shoten, der die Serie später auch gesammelt in drei Bänden herausbrachte.
Während die Anime-Serie lief, erschien außerdem am 1. Juli 2008 eine Light Novel bei Kadokawa Shoten. Sie wurde geschrieben von Chiyo Momose und illustriert von Niθ.